# Sari-d’Orcino
Sari-d’Orcino (korsisch: Sari d'Orcinu oder Sari di Cinarca; italienisch Sari d'Orcino) ist eine französische Gemeinde mit 351 Einwohnern (Stand 1. Januar 2022) im Département Corse-du-Sud in der Region Korsika.

## Geographie
Der Ort Sari d’Orcino liegt auf einer Bergflanke auf 400 m Meereshöhe über dem Golf von Sagone. Weitere Orte der Gemeinde sind Acqua in sù und Acqua in ghjù.

## Geschichte
Der Ort Sari-d’Orcino wurde von den Grafen von Cinarca gegründet.

## Bevölkerungsentwicklung
| Jahr      | 1962 | 1968 | 1975 | 1982 | 1990 | 1999 | 2007 | 2016 |
| Einwohner | 318  | 301  | 282  | 218  | 236  | 259  | 305  | 331  |

## Wirtschaft
- Weingut Clos d’Alzeto

## Persönlichkeiten
- Jean Biondi (1900–1950), Politiker und Résistance-Kämpfer